# Péninsule Sahamalaza
La péninsule Sahamalaza est une péninsule de Madagascar. Elle se situe dans la district d'Ambanja (région de Diana). Anorotsangana se trouve à son ouest.